# Didymoteicho

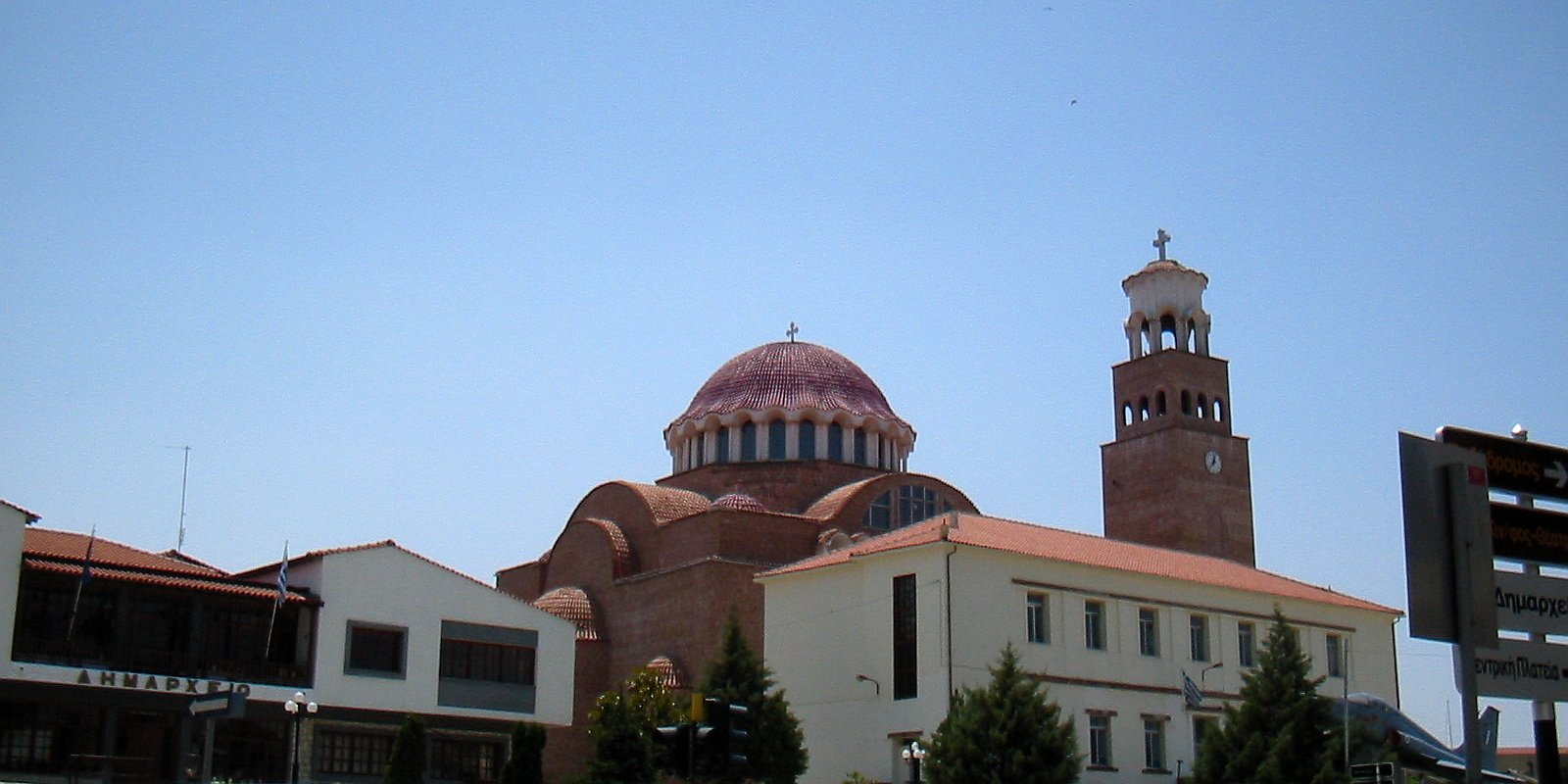
Chiesa della Panagia Eleftherotria a Didymoteicho.

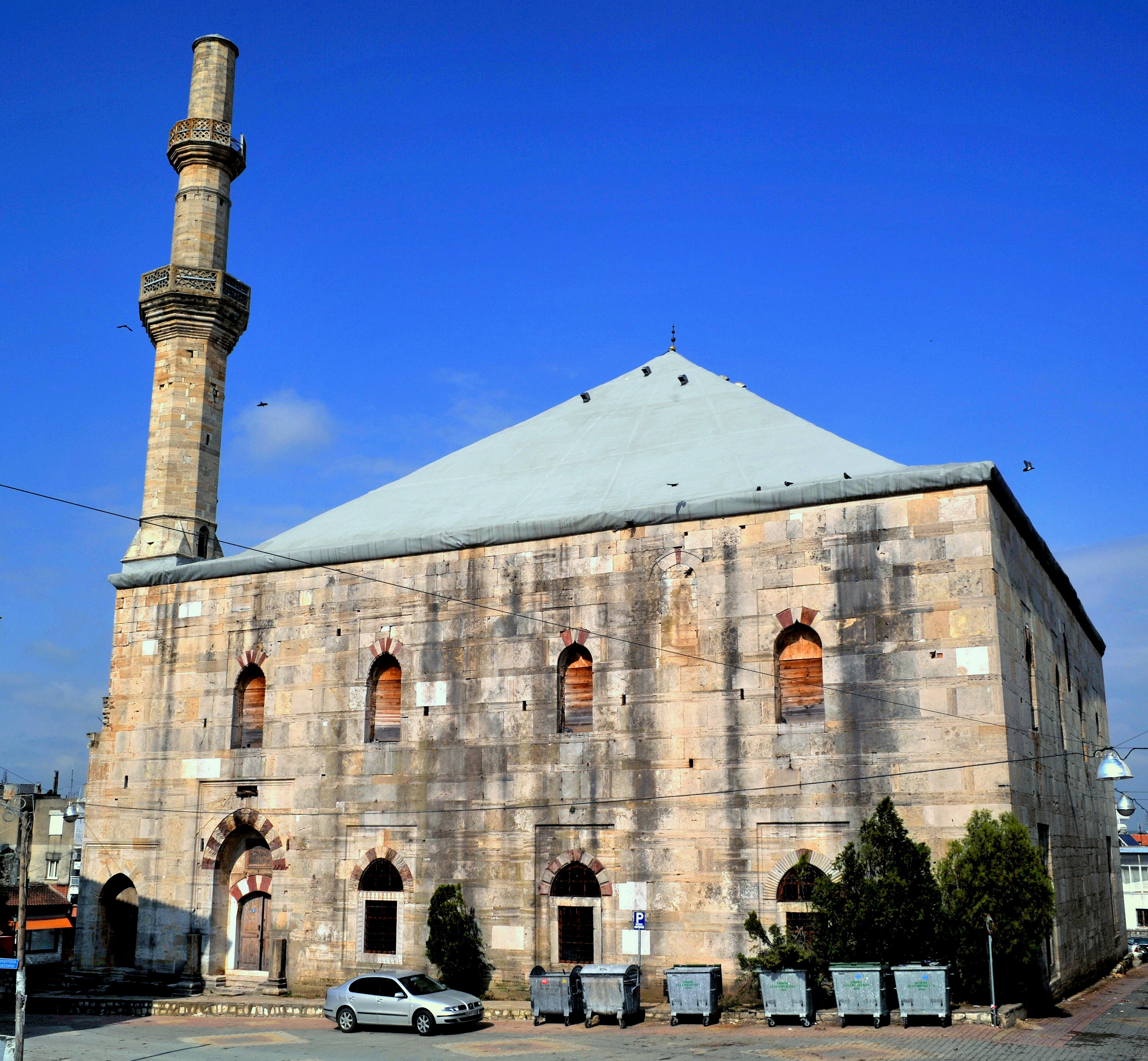
Moschea di Mehmet Çelebi.

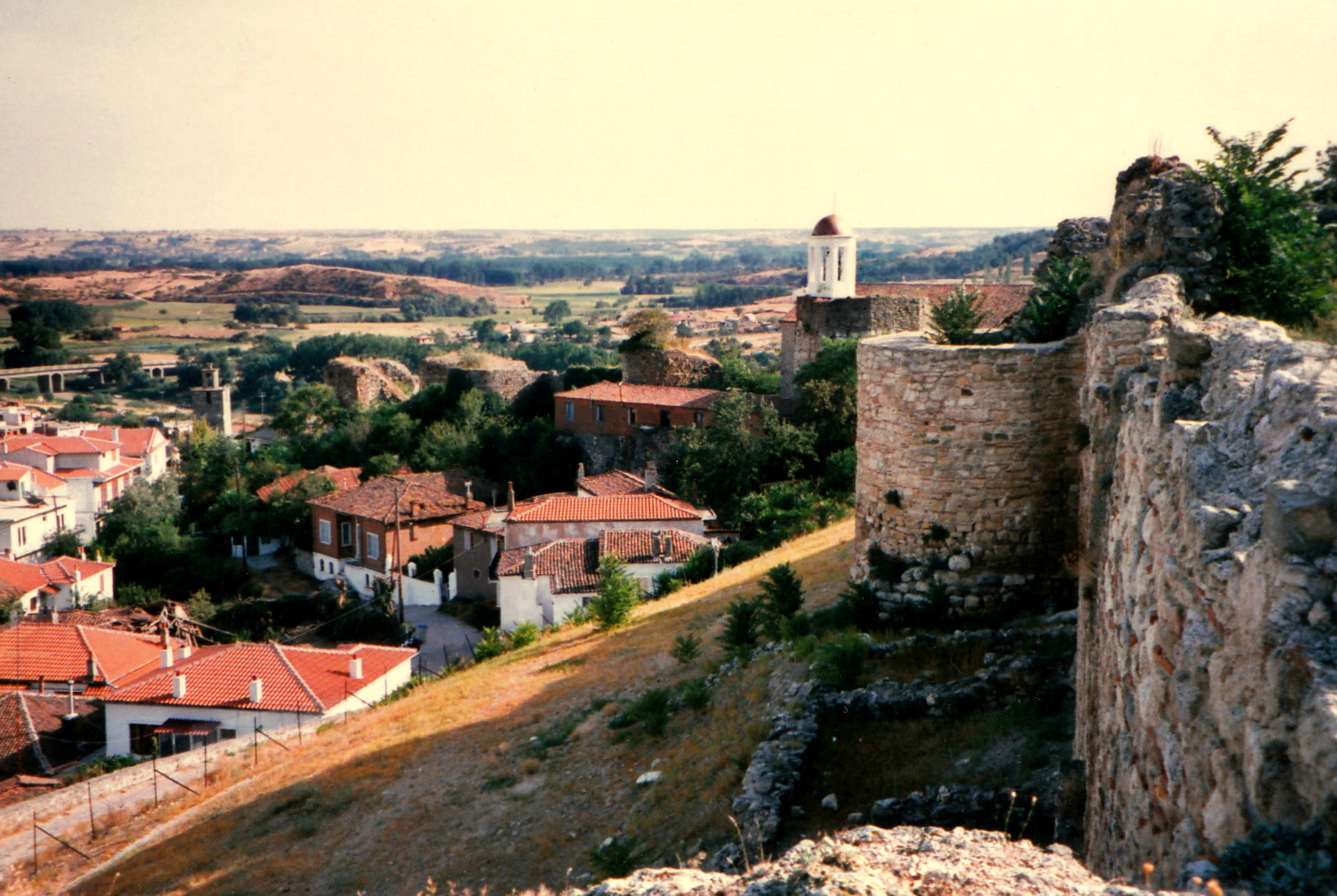
Castelli di Didymoteicho.

Didymoteicho (in greco Διδυμότειχο?, in turco Dimetoka, in bulgaro Димотика?, Dimotika, in italiano Didimotico, desueto) è un comune della Grecia situato nella periferia della Macedonia orientale e Tracia (unità periferica di Evros) con 23380 abitanti secondo i dati del censimento 2001
A seguito della riforma amministrativa detta Programma Callicrate in vigore dal gennaio 2011 che ha abolito le prefetture e accorpato numerosi comuni, la superficie del comune è passata da 354 a 565 km² e la popolazione da 18998 a 23380 abitanti

## Geografia
Didymoteicho è situata nella regione della Tracia occidentale, lungo la sponda sinistra dell'Erythropotamos, un corso d'acqua che un paio di km più a valle confluisce nell'Evros, il principale fiume della regione che segna il confine tra la Grecia e la Turchia. Didymoteicho è situata a 94 km a nord-est di Alessandropoli e a 46 km a sud della città turca di Edirne.

## Nomi
La città era precedentemente conosciuta in Katharevousa Didymóteichon, Διδυμότειχον, dal greco antico δίδυμος?, dídymos ("gemello") e τεῖχος, teîchos ("muro").
Didymoteicho è conosciuta in bulgaro Димотика?, Dimotika e in turco Dimetoka.

## Storia

### Epoca antica
La zona intorno alla città risale al Neolitico.
Fu un'importante città ellenistica e dei Traci.
La città venne saccheggiata dai romani nel 204 a.C.
All'inizio del II secolo, l'imperatore Traiano ha creato una nuova città tra le due colline che circondano la città e la chiamò Plotinopolis dalla moglie Pompeia Plotina.
La città sarebbe stata successivamente una delle città più importanti della Tracia, avendo la propria Assemblea.
I suoi resti sono ora conosciuti come Kale, dal turco "Castello".
Negli anni sessanta, durante lo scavo di una trincea da parte dell'esercito, un busto in oro di Settimio Severo fu trovato sul sito di Plotinopoulis ed è ora al Museo di Komotini.

### Epoca medievale
In epoca medievale, noto come Demotika, fu un importante centro di mercato e uno dei luoghi migliori per la caccia per gli imperatori bizantini e successivamente per i sultani.
Essa era ben fortificata dai bizantini e dopo la riconquista contro l'Impero Latino di Costantinopoli nel 1261, divenne la città più importante della Tracia e della Macedonia bizantina.
La città fu assediata diverse volte durante il Secondo impero bulgaro e durante le guerre civili bizantine del XIV secolo; essa è famosa come sede degli imperatori Andronico III e Giovanni VI Cantacuzeno.
La città era anche il luogo di nascita degli imperatori bizantini Giovanni III Vatatze e Giovanni V Paleologo.

### Epoca ottomana
La battaglia di Demotika, prima vittoria di un esercito ottomano in Europa, fu combattuta prima del 1352, durante un'altra guerra civile bizantina che coinvolse la città.
Nel 1361 e dopo lungo assedio, gli Ottomani riuscirono a conquistare la città. A differenza della vicina Adrianopoli che venne rasa al suolo, mantennero intatta la città. 
Fu allora che costruirono la grande moschea e le terme della città, entrambe le quali sono state le prime del loro genere nel continente europeo. Sotto la dominazione turca, la città era conosciuta come Dimetoka o Demotika. Vi nacque il sultano Bayezid II.
Dopo la battaglia di Poltava, il re esiliato Carlo XII di Svezia ha vissuto nella città (1713–1714). Durante il periodo ottomano, fu un importante centro dei Sufi Bektashi.

### Epoca moderna
Nel 1912 la città fu brevemente occupata dai Bulgari, durante la prima guerra balcanica, solo per tornare agli Ottomani un anno più tardi con la firma del trattato di Bucarest. Per assicurarsi l'entrata in guerra della Bulgaria al fianco degli Imperi Centrali, il governo di Costantinopoli offrì a quello di Sofia i territori sulla sponda destra della Meriç. Fu così che nel 1915 passò nuovamente sotto il controllo bulgaro. Alla fine della prima guerra mondiale, con la firma del trattato di Neuilly, la Bulgaria fu costretta a cedere Didymoteicho e la Tracia occidentale agli Alleati, che ne affidarono l'amministrazione al generale francese Sharpe. Nella seconda metà di aprile 1920, alla conferenza di Sanremo dei primi ministri dei governi principali alleati nell'Intesa, fu decretata la cessione alla Grecia di tutta la Tracia occidentale.
Durante la seconda guerra mondiale Didymoteicho fu occupata dai tedeschi.
La città è stata gravemente colpita dalla piena del fiume Evros dal 17 al 22 febbraio 2005. A quel tempo erano segnalati avvisi di alluvione. Gran parte della città venne devastata mercoledì 2 marzo 2005 e la piena continuò per diversi giorni. Venerdì 4 marzo le acque cominciarono lentamente a defluire. Oltre 5000 mm di pioggia hanno causato lo straripamento del fiume.Gli edifici, le proprietà e i negozi erano allagati, lasciando la gente prigioniera. È stata la peggiore inondazione in quasi 50 anni. La linea ferroviaria a sud di Didymoteicho e vicino alla stazione fu anch'essa allagata e fu chiusa. Gravi inondazioni sono avvenute anche nel marzo 2006 in tutta la città e nell'area di Evros.

## Monumenti e luoghi d'interesse
- Castello di Didymoteicho
- Moschea di Mehmet Çelebi, la costruzione fu commissionata dal sultano Maometto I, figlio di Bayezid e fu inaugurata nel marzo 1420. La moschea al giorno d'oggi è in rovina ma un progetto di restauro è in corso da parte del ministero greco della cultura.

## Cultura

### Istruzione

#### Musei
- Museo bizantino di Didymoteicho
- Museo del Folklore
- Museo Ecclesiastico
- Museo Militare

## Infrastrutture e trasporti

### Strade
Didymoteicho è attraversata dalla strada nazionale 51, che forma l'ultimo troncone della strada europea E85, che dalla frontiera bulgara giunge sino al porto di Alessandropoli.

### Ferrovie
Didymoteicho possiede una stazione lungo la linea ferroviaria Alessandropoli-Svilengrad.